# Musée de la Reddition
Das Musée de la Reddition (deutsch: Museum der Kapitulation) ist ein französisches Museum in Reims und Teil des Lycée Franklin Roosevelt. Es erinnert an die bedingungslose Kapitulation der deutschen Wehrmacht.
Das Gegenstück dazu bildet das Museum Berlin-Karlshorst, das an die spätere Ratifizierung der Kapitulation in Berlin erinnert.

## Deutsche Kapitulation in Reims am 7. Mai 1945
Am Montag, dem 7. Mai 1945, um 2:41 Uhr morgens, unterzeichneten Vertreter der deutschen Wehrmacht in Reims die Kapitulation der deutschen Streitkräfte. Die deutsche Delegation bestand aus Generaloberst Alfred Jodl, Chef des Wehrmachtsführungsstabs und Stellvertreter von Generalfeldmarschall Keitel, dem Oberbefehlshaber der deutschen Streitkräfte, seinem Adjutanten Major Wilhelm Oxenius und Admiral von Friedeburg, dem Chef der deutschen Kriegsmarine. Das in vier Sprachen verfasste Dokument wurde von General Walter B. Smith, dem Stabschef von General Eisenhower, als Vertreter des SHAEF und von anderen Offizieren, die die alliierten Streitkräfte vertraten, unterzeichnet.
Der in Englisch verfasste Text ist der einzig verbindliche.
Stalin verlangte sofort eine neue Unterzeichnung: Nachdem er Berlin zu Fall gebracht hatte, wollte er diesen Sieg politisch nutzen. Zudem hatte Iwan Alexejewitsch Susloparow, Kommandant der sowjetischen Militärmission in Frankreich und Vertreter der Regierung und des Oberkommandos, die Antwort aus Moskau und die Zustimmung seiner Vorgesetzten zur Annahme der deutschen Kapitulation noch nicht erhalten. Er ergriff jedoch die Initiative und unterzeichnete die Urkunde. Stalin bestand darauf, dass die in Reims unterzeichnete Urkunde nur vorläufig für die offizielle Zeremonie angesehen werden sollte, welche am nächsten Tag in Berlin stattfinden würde. Seine Bedingungen wurden akzeptiert, insbesondere um ihn über die Absichten der westlichen Alliierten zu beruhigen. Er hatte nämlich befürchtet, dass die Kapitulation von Reims nur eine Teilkapitulation sein würde, wie sie in Lüneburg und Italien akzeptiert worden war, und dies die Gelegenheit für eine Umkehrung der Koalitionen (der Westmächte und Deutschlands) zu seinen Ungunsten bieten würde.
Eisenhower seinerseits hatte sich geweigert, an der Unterzeichnung der Kapitulation von Reims teilzunehmen, weil dort kein deutscher General seines Ranges anwesend war. Lediglich Keitel hatte diesen Rang.
Frankreich wurde aus den Vorbereitungen für die Kapitulationsurkunde ferngehalten. Der französische General François Sevez, Stellvertreter von General Juin, Generalstabschef der französischen Armee, unterzeichnete die Urkunde ebenfalls, wobei er erst in letzter Minute hinzugezogen wurde, da offiziell General de Lattre für diese Funktion vorgesehen war. 
Der kurze Akt von Reims brachte eine gewisse Eile mit sich: Es ging darum, den Kämpfen ein Ende zu setzen. Die von den Juristen der Europäischen Beratenden Kommission ausgearbeitete Kapitulationsvorlage wurde nicht verwendet. Außerdem war eine neue Unterzeichnung erforderlich, um den Interessen aller Alliierten gerecht zu werden. 
Deshalb wurde der 8. Mai 1945 und nicht der 7. Mai 1945 als offizielles Datum der Kapitulation von Berlin festgelegt. Die Kapitulation von Reims geriet daraufhin fast in Vergessenheit.

## Aufbau des Museums
Den Kern der Ausstellung bilden folgende Räume:
1. Im Erdgeschoss wird in einem Raum als Einstieg ein Film mit historischem Bildmaterial gezeigt, das den historischen Kontext wiedergibt.
2. Der zweite Raum greift dies auf, indem Uniformen und Informationen zu den in Reims anwesenden Einheiten gezeigt werden, wie der FFI (deutsch: Französische Streitkräfte im Inneren) oder den englischen und deutschen Fliegertruppen.
3. Ein dritter Raum stellt Mitglieder des Generalstabs der Alliierten in den Mittelpunkt und zeigt eine Ausstellung von Medaillen und Zeitungen vom 8. Mai 1945.
4. Den Höhepunkt der gesamten Ausstellung bildet der sogenannte war room (deutsch: Kriegsraum), der sich in seinem damaligen Zustand der Unterzeichnung befindet, mit Karten der Operationen vom 7. Mai 1945 und Fotografien der Personen, die mit diesem Tag in Verbindung standen.

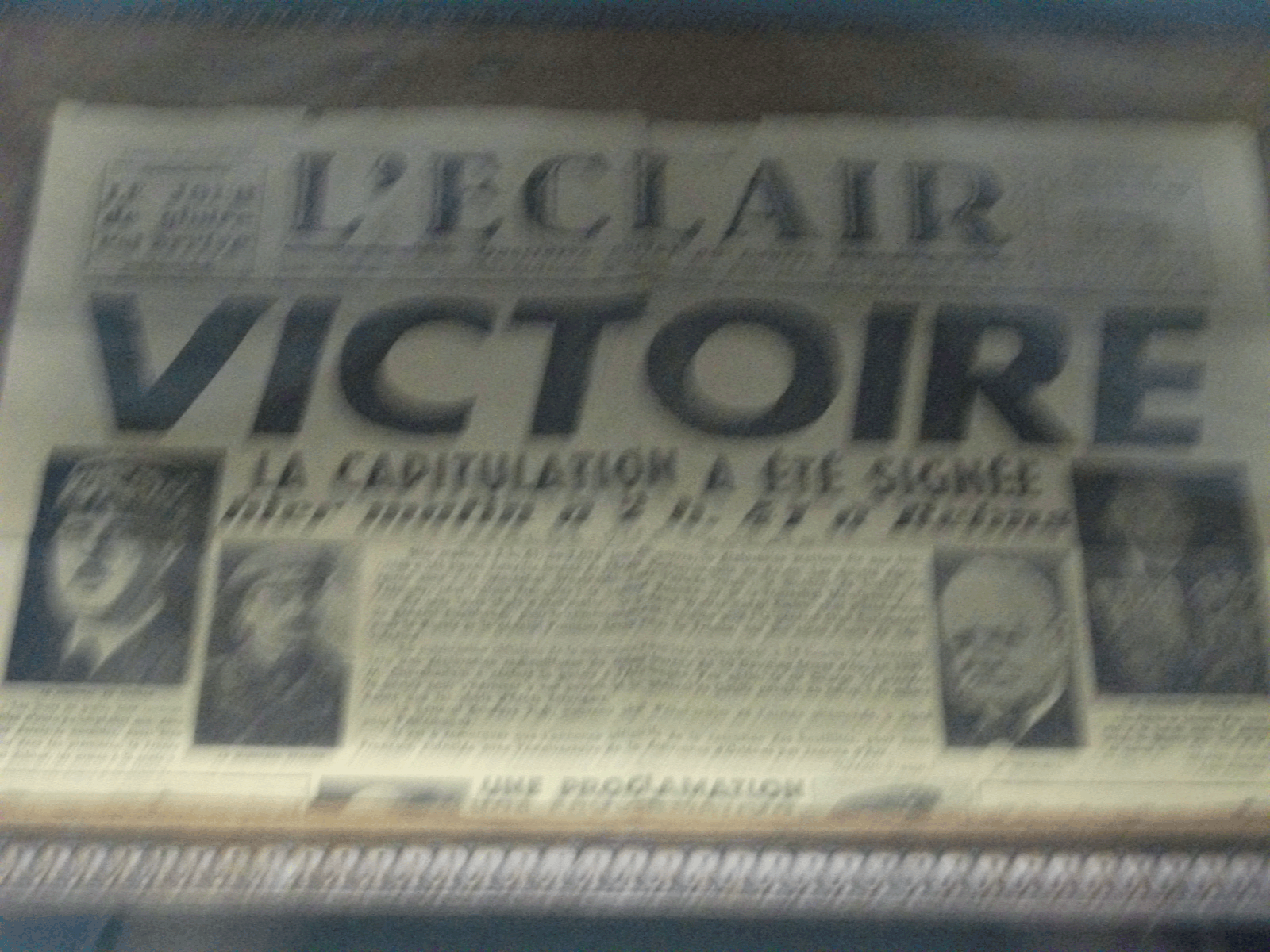
SIEG titelt die ECLAIR vom 8. Mai.
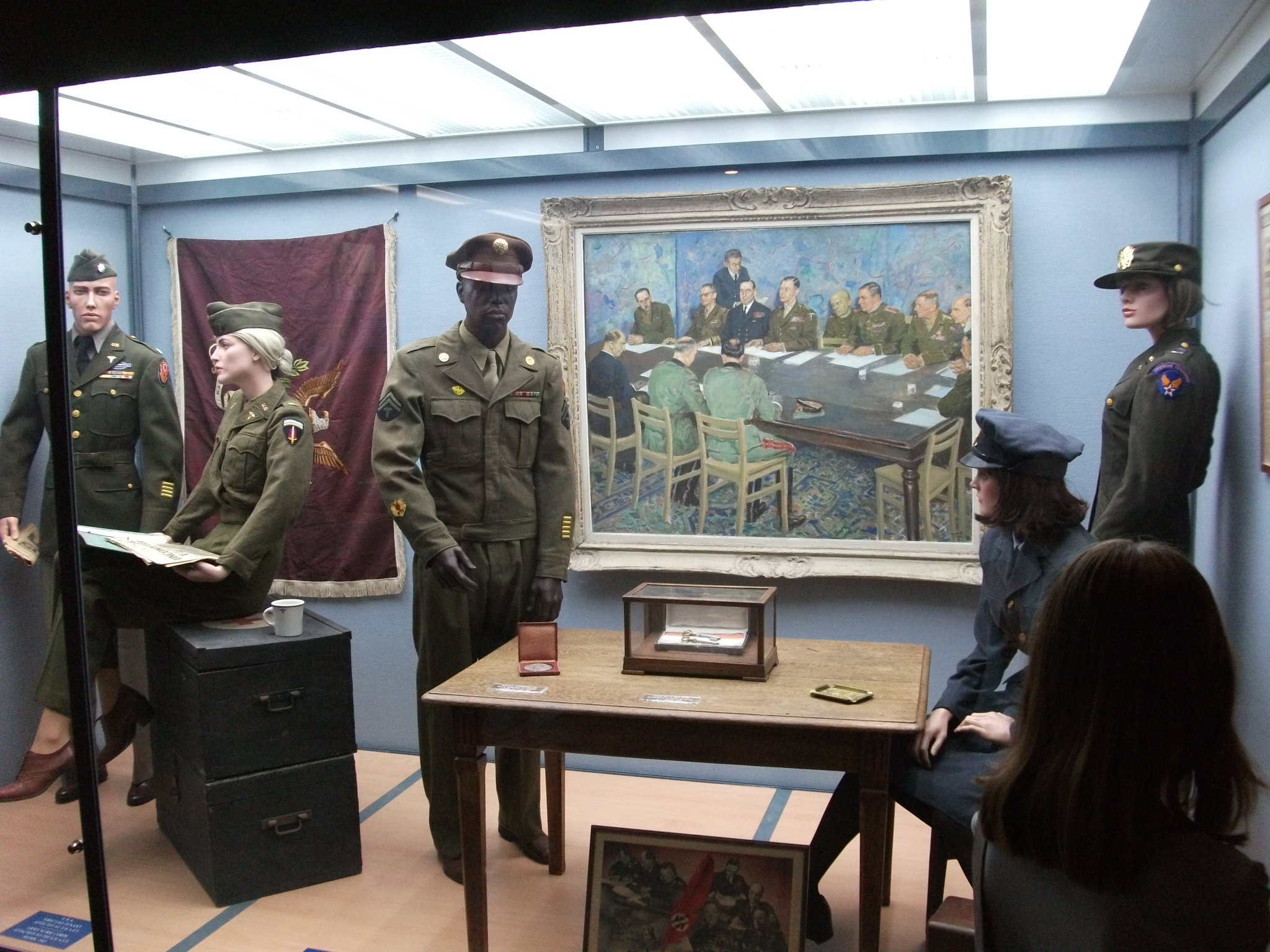
Schaukasten, der die bei S.H.A.E.F. anwesenden Personen nachbildet
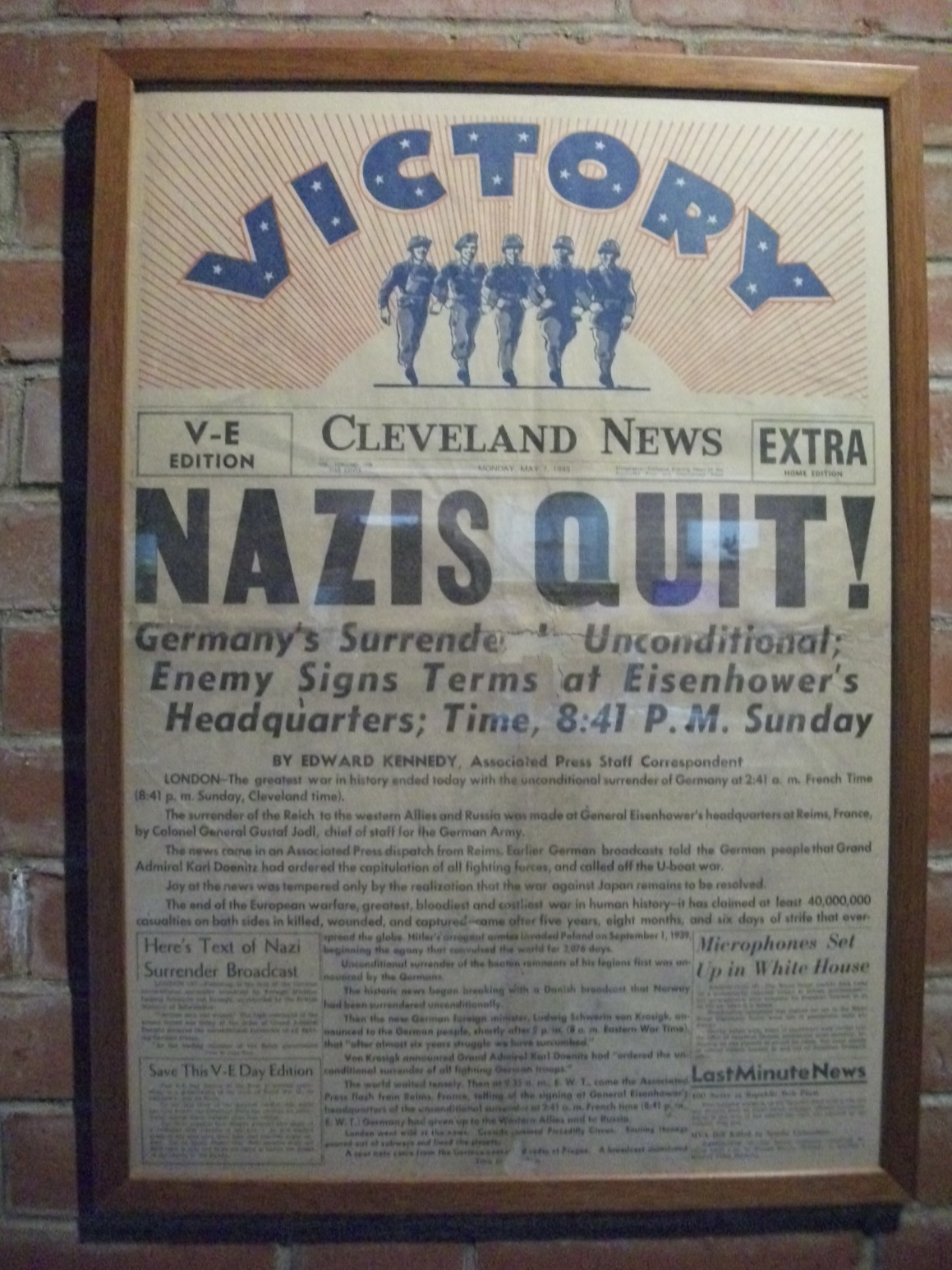
Die VICTORY-Zeitung vom 8. Mai 1945.
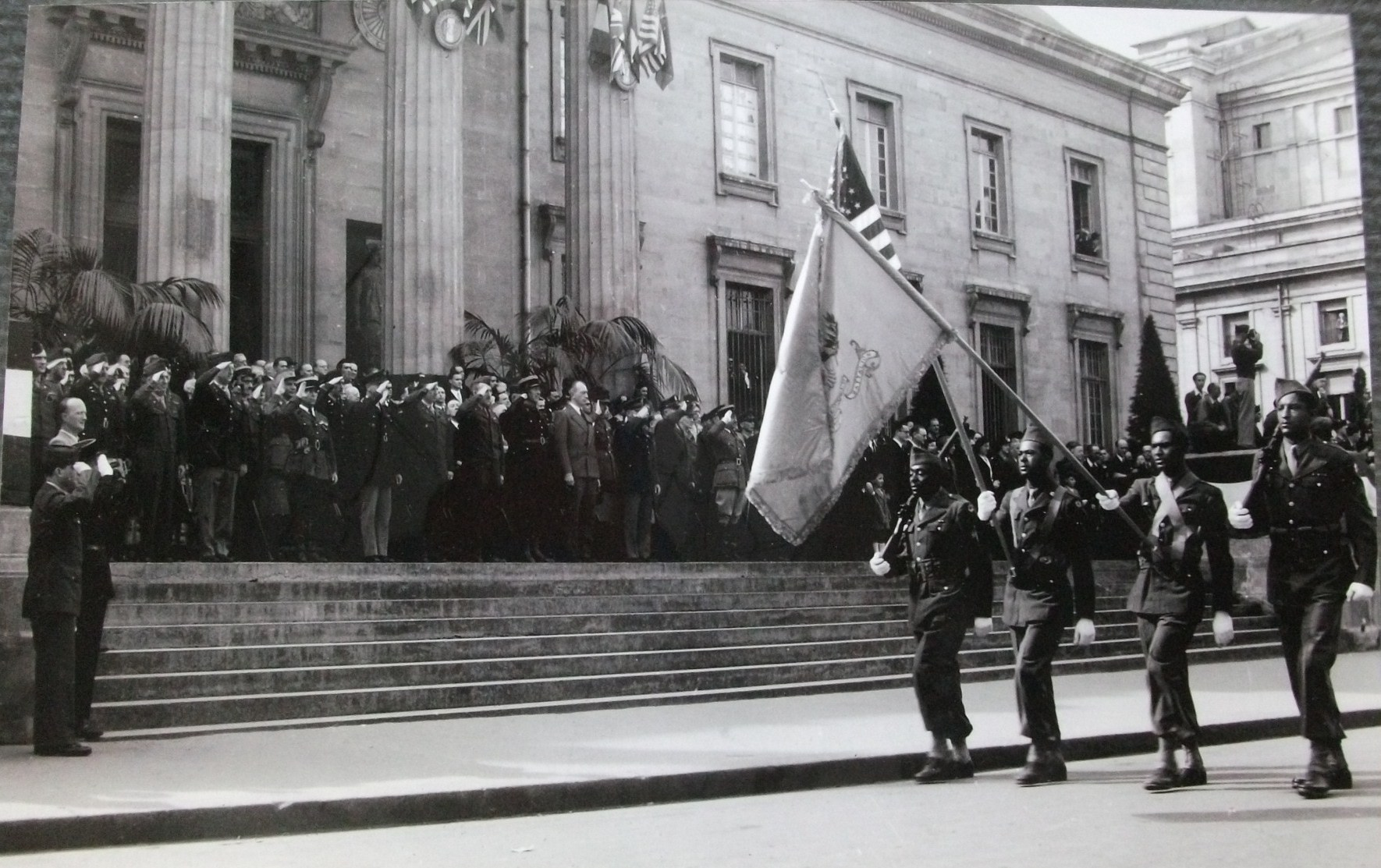
Die Siegesparade in Reims
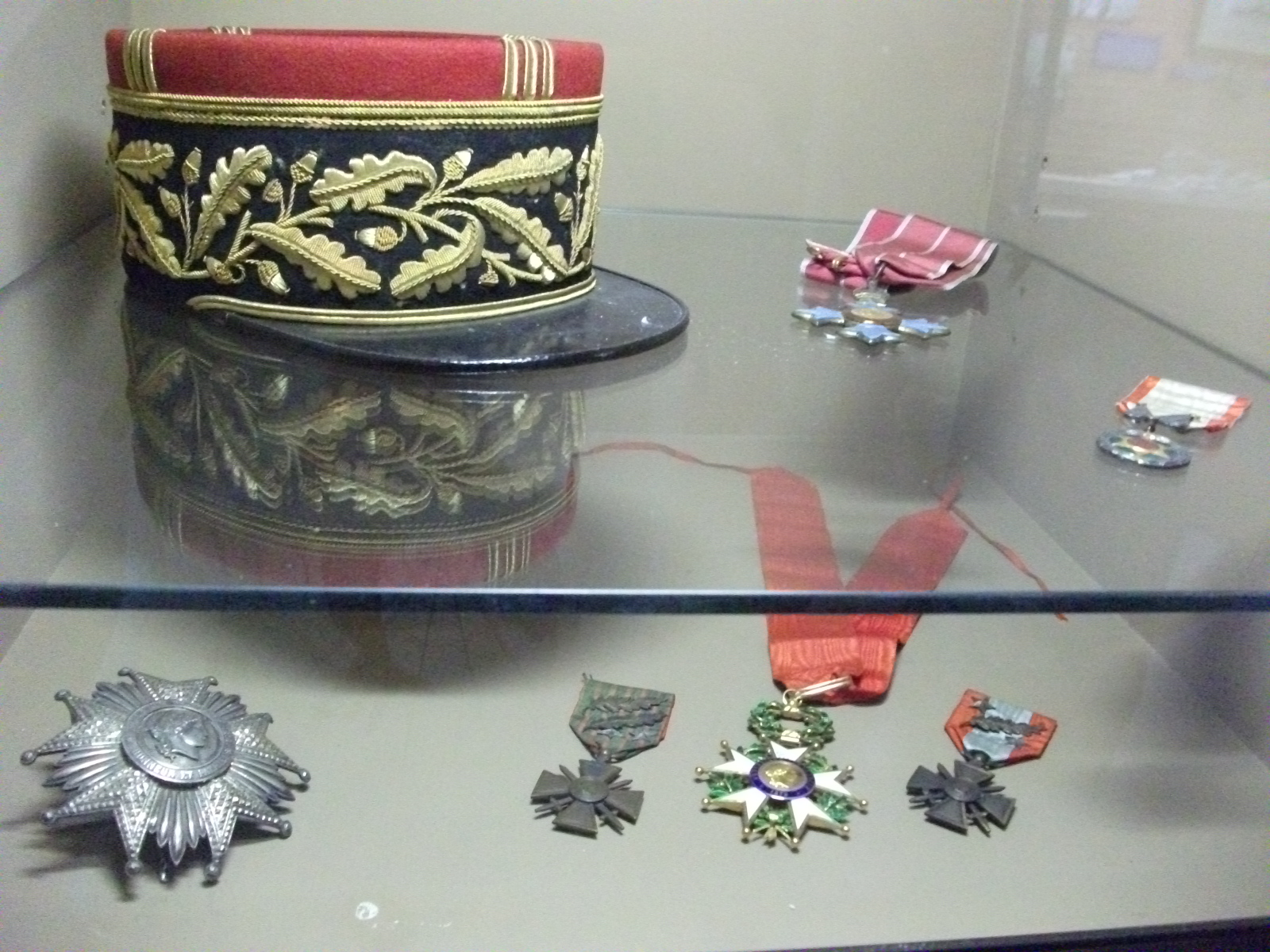
Die Leihgabe von General François Sevez Français, der bei der Unterzeichnung anwesend war
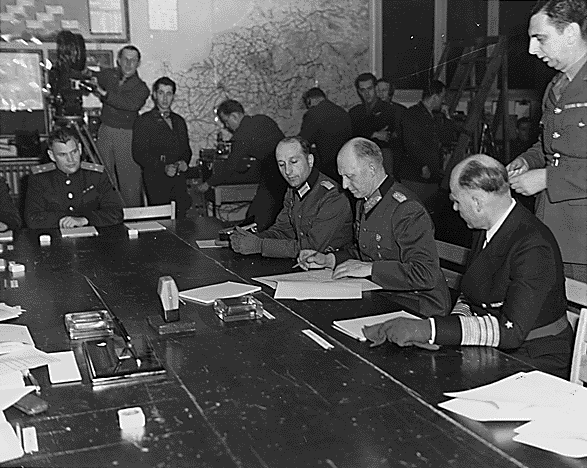
Die Unterzeichnung durch die Deutschen
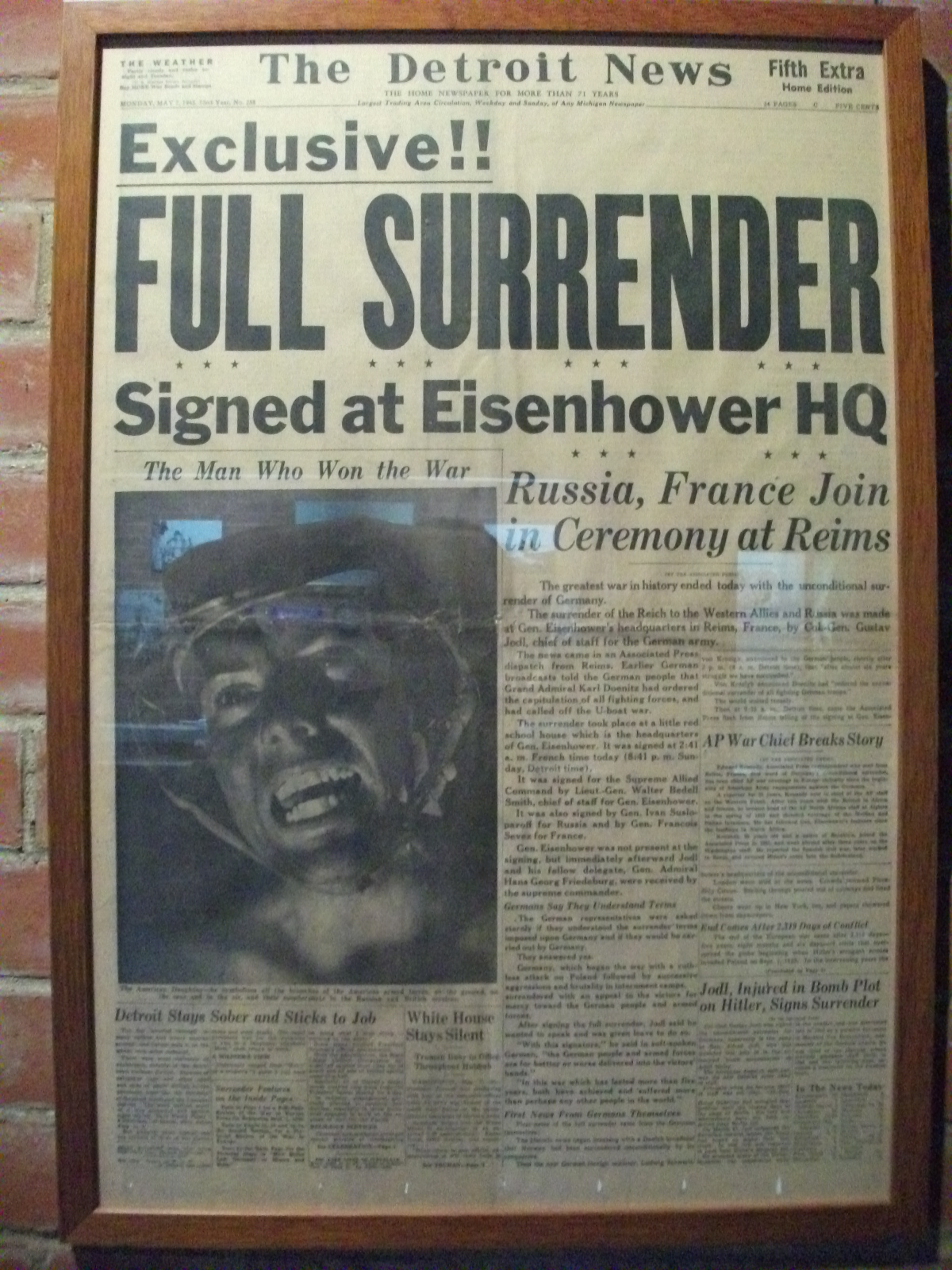
The Detroit News vom 8. Mai 1945
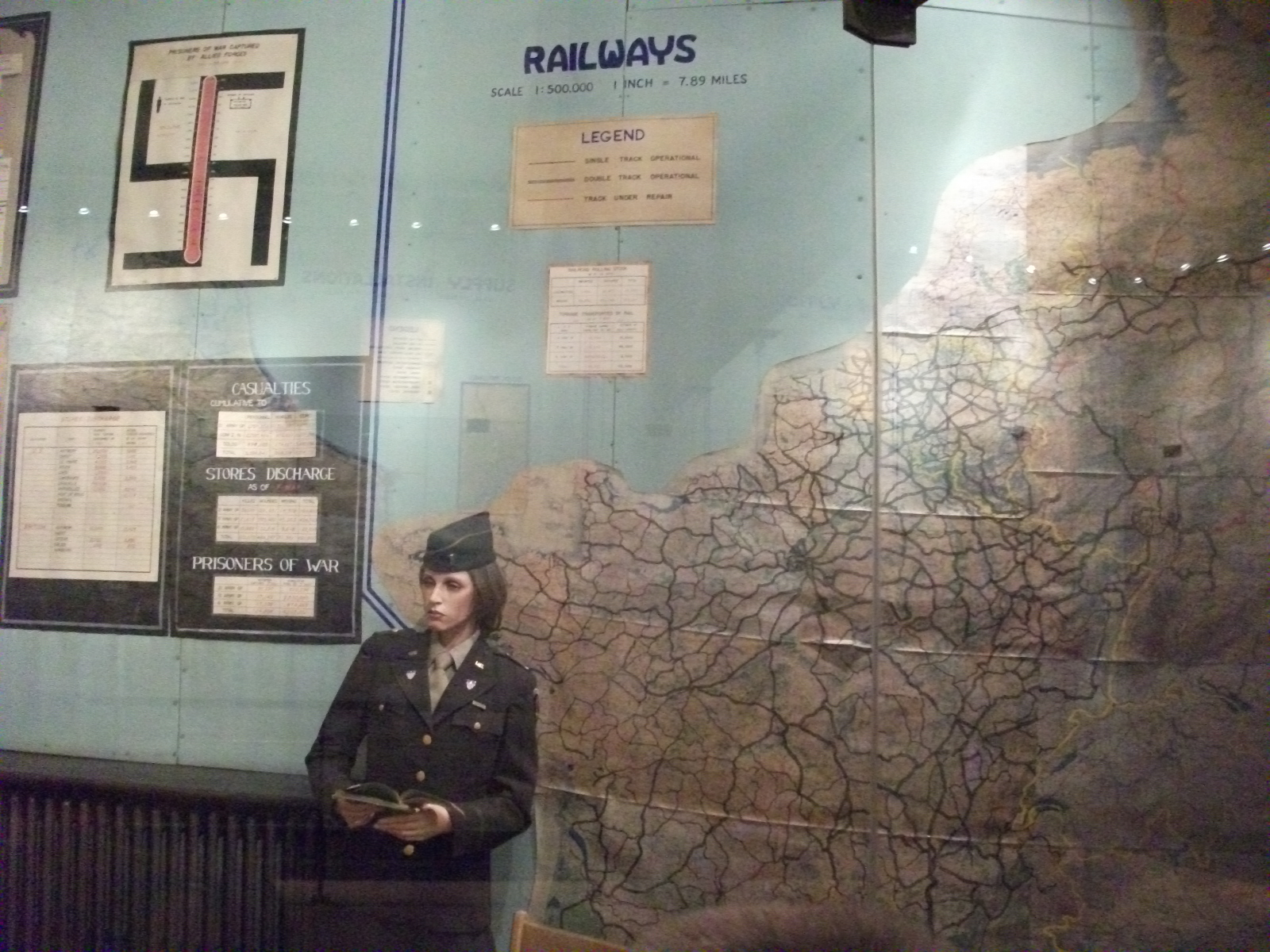
Der War Room oder Kartenraum im Originalzustand
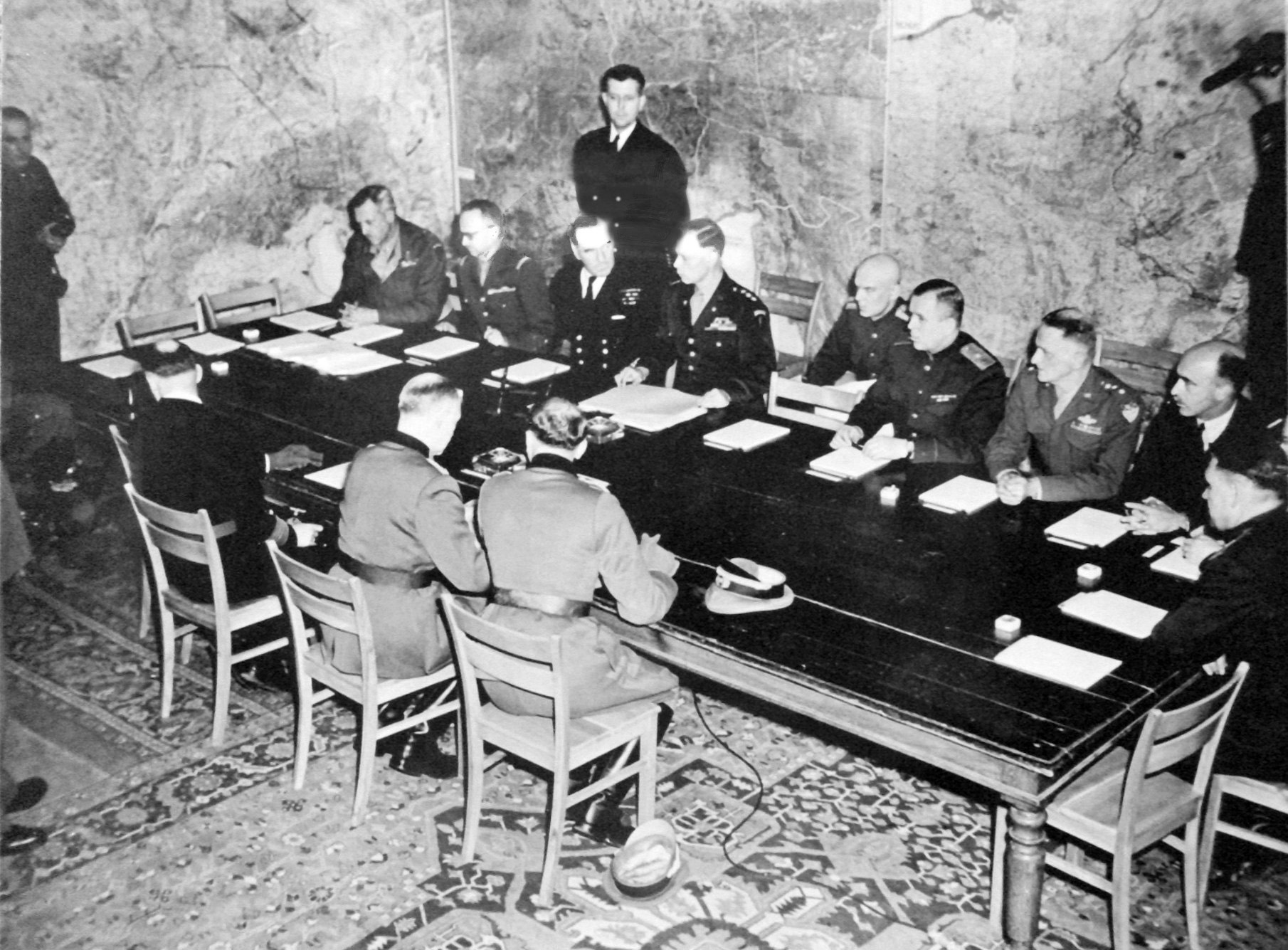
Unterzeichnung der Kapitulationsurkunde am 7. Mai 1945
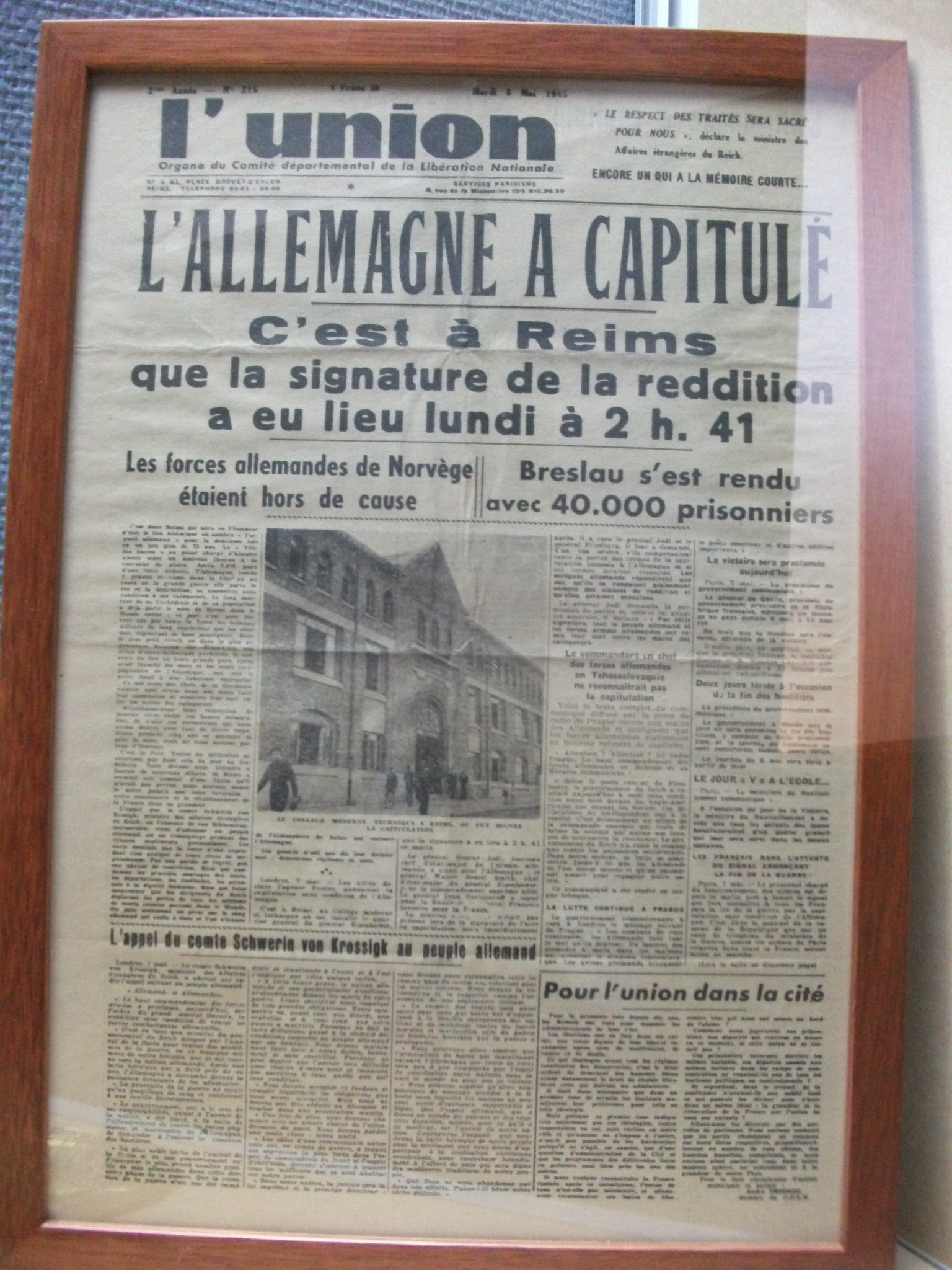
Titel der Zeitung Union vom 8. Mai 1945